# Egon Huber
Egon Huber (* 17. August 1907 in Öhringen; † 12. November 1986 in Lugano) war ein deutscher Romanist und Literaturwissenschaftler. 

## Leben und Werk
Huber besuchte Schulen in Heilbronn und Tübingen. An der Universität Tübingen studierte er Mathematik, Physik und Chemie und schloss 1933 mit dem Staatsexamen ab. Er ging in die Schweiz und studierte in Siena, Rom und Perugia Italienisch als Fremdsprache. Von 1939 bis 1945 war er Kriegsdolmetscher. Nach dem Weltkrieg studierte er Romanische Philologie in Tübingen und wurde dort 1952 von Kurt Wais promoviert. 1963 habilitierte er sich ebenda und war von 1965 bis 1971 an der Universität Mannheim als Nachfolger von Walter Mönch ordentlicher Professor für französische, italienische und spanische Literaturwissenschaft (Nachfolger: Peter Brockmeier, * 1934).

## Werke
- "Paul Valérys Metaphorik und der französische Symbolismus". In: Zeitschrift für französische Sprache und Literatur 67, 1957, S. 169–201. 68, 1958, 166–186. 69, 1959, S. 2–21. (Dissertation)
- García Lorca: Weltbild und metaphorische Darstellung. Fink, München 1967. (Habilitationsschrift)